# Ланкастер
Ланка́стер (англ. Lancaster, лат. Lancastria) — главный город английского графства Ланкашир, в эстуарии реки Льюн, на расстоянии 11 км от её впадения в Ирландское море. Население в 2004 году составляло около 46 тысяч жителей.

## История
Ланкастер впервые упомянут в Книге страшного суда, составленной в 1086 году. Судя по названию, город вырос на месте давно заброшенного лагеря римлян (лат. castrum).

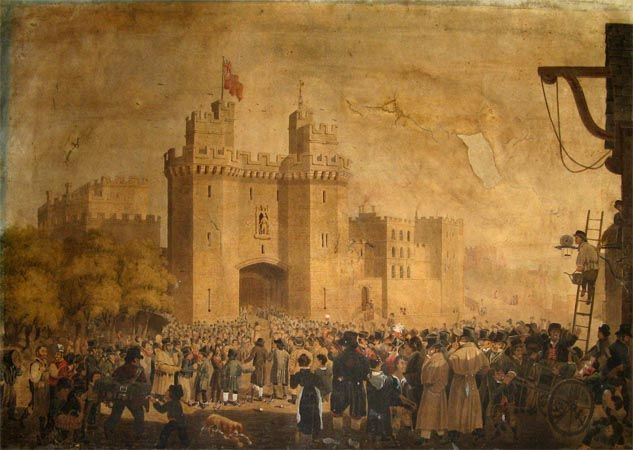
Доставка колодников в Ланкастерский замок (XIX век)

После нормандского завоевания север нынешнего Ланкашира был передан Вильгельмом Рыжим в 1092 г. во владение Роджеру Пуатевинцу, одному из сыновей графа Шрусбери. Нормандский феодал избрал Ланкастер центром своих владений, заложил существующий Ланкастерский замок и Ланкастерский приорат, который со времён Генриха VIII служит приходской церковью. В 1431 г. часть монахинь была переведена в Сайон под Лондоном.
В 1193 г. Ланкастер официально получил права города и стал центром владений могущественного дома Ланкастеров. В 1322 и 1389 гг. пострадал от шотландских нашествий. За годы Английской революции замок в Ланкастере трижды выдерживал осаду роялистов. После реставрации Стюартов замок использовался до 1916 года в качестве тюрьмы, где был заключён среди прочих первый квакер Джордж Фокс.
На XVIII век пришёлся расцвет Ланкастера как порта, участвовавшего в треугольной торговле. К концу века русло реки заилело и стало непроходимым для большегрузных судов. В 1964 г. открылся Ланкастерский университет. В 1998 г. при университете заработала библиотека имени Дж. Рёскина.

## Достопримечательности
- Обширный Ланкастерский замок с донжоном (предположительно XII века) и монументальными воротами XV века.
- Церковь Девы Марии, сохранившаяся от приората (XV век).
- Католический собор св. Петра (1859, неоготика).
- Городской музей с 1923 г. занимает бывшее здание ратуши (1781-83).
- Парк Уильямсона с мемориалом Эштона[англ.] (1907-09), который был выстроен промышленником бароном Эштоном в память о покойной жене и получил прозвище «северный Тадж-Махал».